# Eleanor Catton
Eleanor Catton (født 24 September 1985) er en New Zealandsk forfatter. I 2013 blev hun tildelt Bookerprisen.

## Ekstern henvisning
| Bog | Spire Denne artikel om bøger og tidsskrifter er en spire som bør udbygges. Du er velkommen til at hjælpe Wikipedia ved at udvide den. |